# Krigsåret 1933

## Pågående krig
- Chacokriget (1932-1935)[1]
  - Bolivia på ena sidan
  - Paraguay på andra sidan

- Kinesiska inbördeskriget (1927-1949)
  - Republiken Kina på ena sidan
  - Kinas kommunistiska parti på andra sidan

## Händelser
- 21 februari–1 mars – Slaget vid Rehe
- 31 maj – Slaget vid Aksu

## Födda
- 2 december – Bengt Gustafsson, svensk överbefälhavare.

## Avlidna
- 12 februari – William Robert Robertson, brittisk fältmarskalk.
- 15 maj – Hermann von François, tysk general.
- 15 juli – Kliment Bojadzjiev, bulgarisk krigsminister.

### Fotnoter
1. ↑  ”Chronological List of All Wars”. Arkiverad från originalet den 9 oktober 2014. https://web.archive.org/web/20141009082543/http://www.correlatesofwar.org/COW2%20Data/WarData_NEW/WarList_NEW.pdf. Läst 29 juni 2011.